# Тупицын, Вадим Николаевич
Вадим Николаевич Тупицын (род. 8 марта 1969, Томск) — советский и российский хоккеист, нападающий.

## Биография
Воспитанник томского хоккея, тренер Ю. И. Никулин. На юношеском уровне также играл за «Динамо» Харьков (1984—1986). Выступал за команды «Кедр» Томск (1986/87, 1989/90 — 1992/93), «Металлург» Ачинск (1988/89), «Янтарь» Томск-7 — Северск (1992/93, 1998/99 — 2002/03, 2007/08), «Авангард» Омск (1993/94 — 1994/95), «Авангард-2» (1994/95), «Молот» / «Молот-Прикамье» Пермь (1994/95 — 1997/98), «Горняк» Райчихинск (1997/98), «Мотор» Барнаул (1998/99), «Янтарь-2» (2001/02 — 2002/03), «Сокол» Красноярск (2003/04 — 2005/06).
Играющий тренер в «Янтаре» (2007/08). Детский тренер в «Смене» Северск (2007—2008).